# Avel Glas
Pour les articles homonymes, voir Avel et Glas.

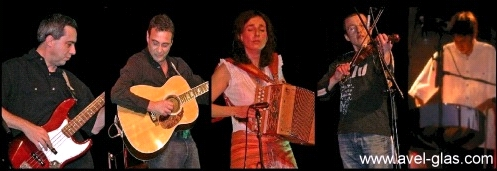
Le groupe Avel Glas

Avel Glas est un groupe de musique celtique fondé en 2003 près de Laval. Remarqué par Philippe Méreau alors directeur de Laval spectacle, le groupe rentre en résidence au théâtre de Hercé pour y produire son 1er spectacle « vent bleu » qui est suivi de la sortie de leur album du même nom. Il s’ensuit une tournée française d’une cinquantaine de dates. En 2006 il a été présenté aux Sacéfolies comme le groupe phare de ce style de musique en Mayenne. Son répertoire va des airs traditionnels bretons, irlandais, écossais, au rock celtique.

## Historique
Le groupe sort son premier album Vent Bleu en 2004, mais se définit d'abord comme une formation de concert et de spectacle. Il partage parfois la scène avec d'autres artistes comme Gabriel Yacoub ex Malicorne ou le Guichen Quartet de Jean-Charles Guichen.
En 2006 ils sont rejoints par le percussionniste Jérémy Beucher : cajon, darbouka, bongo, steel-drum… et par le violoniste Gwendal Lucas. En 2008 le groupe reprend sa formation trio initiale.
De 2009 à 2011 Avel Glas intègre des sonorités africaines avec Mad Lenoir (Mamadou Diarra): kora, balafon, djembé, tama… Jacques Ferron, violoniste de ChaberJack, apporte son expérience de soner fest-noz. C'est la naissance du troisième spectacle, défini par le groupe comme un voyage en terres bretonnes et aux sonorités d'Afrique.

## Membres
- Brigitte Negrao : flûtes, whistles, accordéon diatonique
- Manuel Negrao : guitare
- Bruno Pesset : basse

## Écouter
L'album Vent Bleu peut être écouté et téléchargé librement sur le site de Jamendo : http://www.jamendo.com/fr/album/2559 ou sur le site officiel du groupe. Les extraits proposés au téléchargement sont sous licence Creative Commons.